# Fortifications de Florence
Les fortifications de Florence (Mura di Firenze en italien) sont l'ancienne couronne défensive de la ville de Florence. 
Les murailles de Florence constituent les anciens cercles défensifs de la ville. Créés avec la ville elle-même, il y a eu jusqu'à six tracés différents, dont le dernier remonte au milieu du XVIe siècle. Les murs au nord de l'Arno ont été démolis au XIXe siècle pendant le Risanamento  pour créer la Viali di Circonvallazione, ne laissant que les principales portes d'accès, tandis que les parties sud, dans l'Oltrarno, sont encore visibles et bien conservées. 
Le décompte des murs n'est pas partagé par tous les savants. Certains auteurs remettent en cause l'existence de ce que l'on appelle ici le « deuxième cercle » byzantin et ne comptent pas le renfort canossien comme le quatrième nouveau cercle ; il n'y aurait donc que quatre tracés au lieu de six. D'autres encore considèrent l'expansion du XVIe siècle comme un autre tracé. 
Les premières murailles romaines durèrent près d'un millénaire, après quoi les nouvelles murailles se succédèrent à des intervalles de plus en plus courts, témoignant de la croissance démographique exponentielle de la ville en plein essor économique et social. Du cercle carolingien (870), il passe à celui de Matilde après deux siècles (1078), puis après seulement un siècle au cercle municipal de 1172 et après un peu plus de cent ans au second cercle municipal de 1284. 

## Fortifications romaines ou cercle romain

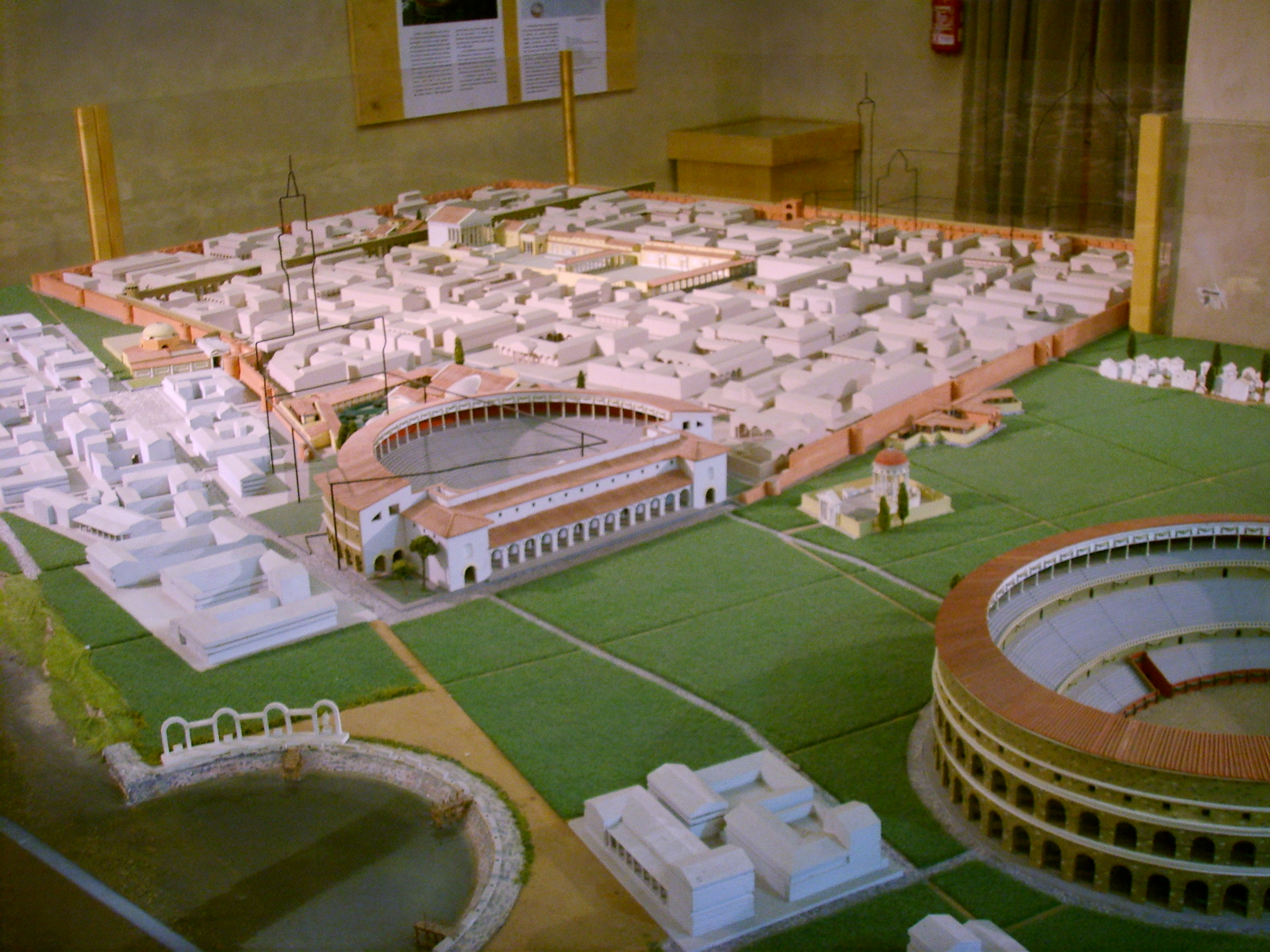
Plan de Florentia du temps du Museo di Firenze com'era.

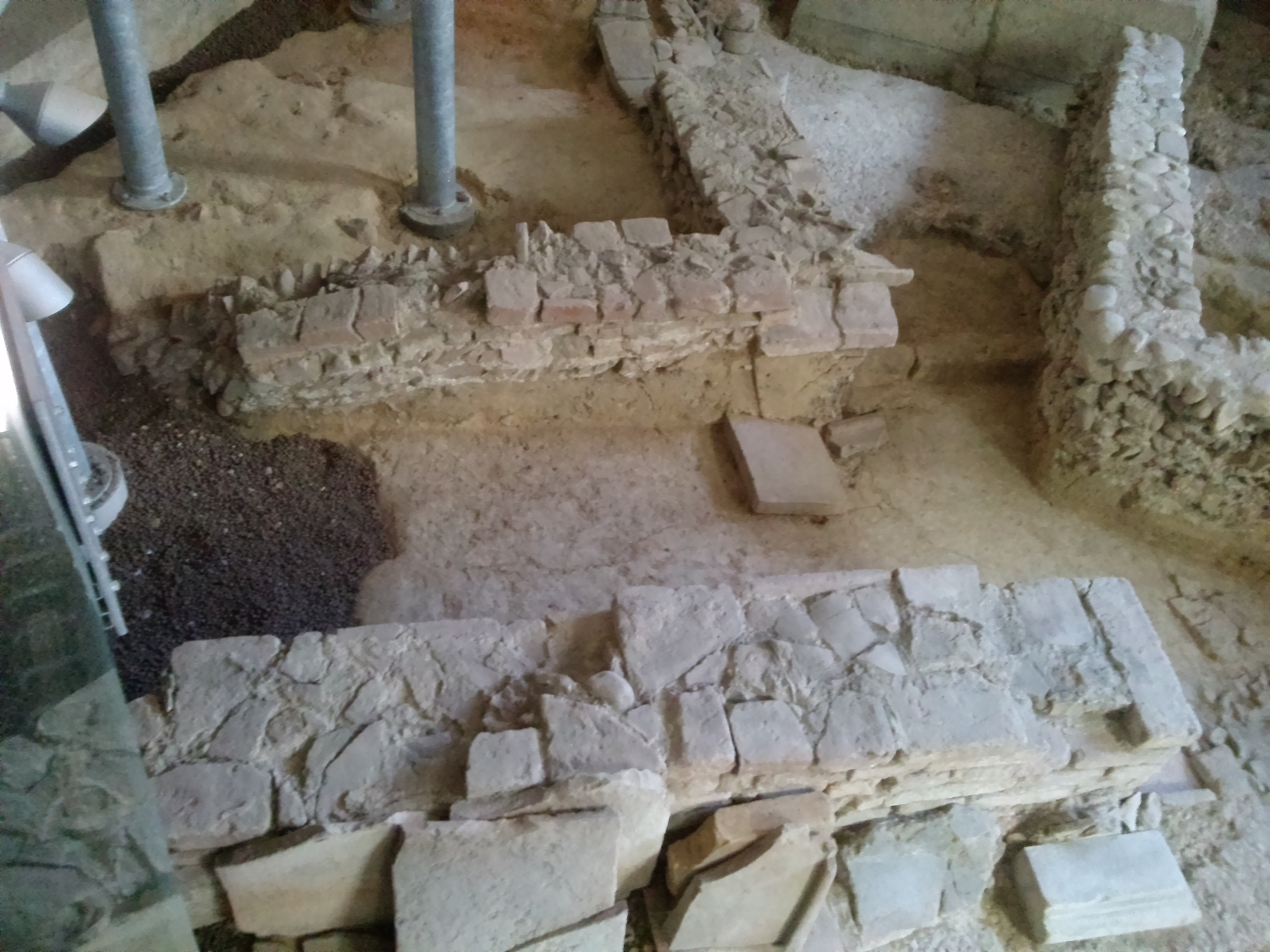
Mur romain.

Entre les Ier et IIe siècles, Florentia est une colonie romaine d'environ 2 000 à 2 500 habitants (qui atteint 10 000 à la période de sa plus grande prospérité), fondée du fait d'un passage facile sur l'Arno. Les fouilles les plus récentes ont permis de dater les murs primitifs entre 15 av. J.-C. et 30 av. J.-C., anticipant d'un siècle la datation précédente.
La ville avait une forme quadrangulaire, typique des colonies fondées sur le motif en damier du Camp romain ou castrum, avec le forum au centre (aujourd'hui Piazza della Repubblica) où le Cardo maximus (où passait l'ancienne Via Cassia) et le Decumanus se rencontraient, orientés presque exactement selon les axes nord-sud et est-ouest. Le cercle avait un périmètre d'environ 1 800 mètres (côtés de 400 × 500 m) et une superficie d'environ 20 hectares. L'itinéraire correspondait à peu près à l'actuelle via dei Cerretani jusqu'à la piazza del Duomo au nord, à la via del Proconsolo à l'est, à la via Tornabuoni à l'ouest ; au sud, le tracé se détache de la géométrie ordonnée de l'échiquier, avec un chemin parallèle à l'Arno dont il n'y a aucune trace évidente dans la structure routière actuelle (à part le côté nord de la piazza della Signoria et la via Calimaruzza), et qui comprenait un secteur urbain avec de grands bains et un théâtre (sous le Palazzo Vecchio).
Les remparts sont construits en brique pleine, sur des fondations en béton d'une épaisseur moyenne de deux mètres, avec des renforts internes constitués de cadres spéciaux. Des tours à base circulaire, notamment sur les côtés des quatre portes, s'ouvrent au centre de chaque côté :
- Au nord, la Porta Praetoria (au début de l'actuel Borgo San Lorenzo)
- Au sud, la Porta Decumana (via Calimala)
- À l'est, la Porta Principalis Dextra (Borgo degli Albizzi)
- À l'ouest, la Porta Principalis Sinistra (via degli Strozzi)

Les murs s'appuyaient sur un fossé alimenté par les eaux de la Mugnone, qui coulait à proximité des actuelles via dei Fibbiai-via del Castellaccio et dont la sortie ne devait pas être loin du Ponte Vecchio. 
L'enceinte n'englobait cependant pas toute la ville existante, sont à l'extérieur : tout d'abord, le pont sur l'Arno (le plus ancien, qui se situait à quelques dizaines de mètres de l'actuel Ponte Vecchio) et l'accès au passage, avec tous les bâtiments entre le fleuve, ainsi que la voie qui relie aujourd'hui la piazza della Signoria à la piazza Santa Trinita ; l'amphithéâtre de Florence, construit des années plus tard, près de la Piazza Santa Croce actuelle ; le quartier d'Oltrarno, où se trouvait une colonie de marchands orientaux, en particulier syriens, qui ont probablement apporté à la fois le culte d'Isis et le christianisme ; le quartier de San Lorenzo où il y avait un important règlement extra-muros.
Ce mur est tombé en ruine avec le déclin de l'empire romain et l'effondrement démographique à la suite des invasions barbares. Le seul vestige « visible » est un panneau sur le chaussée de la via del Proconsolo, entre la Badia Fiorentina et la Piazza San Firenze, correspondant avec l'endroit où les fouilles de 1994 ont trouvé les fondations d'une tour circulaire (une seconde fouille en 1986 se situe à l'angle avec la via Alighieri), et un tronçon de fortification dans le sous-sol, recouvert par la  route, mais indiqué par une trace de métal dans l'asphalte et par un panneau qui explique son origine.

## Fortifications byzantines ou cercle bysantin

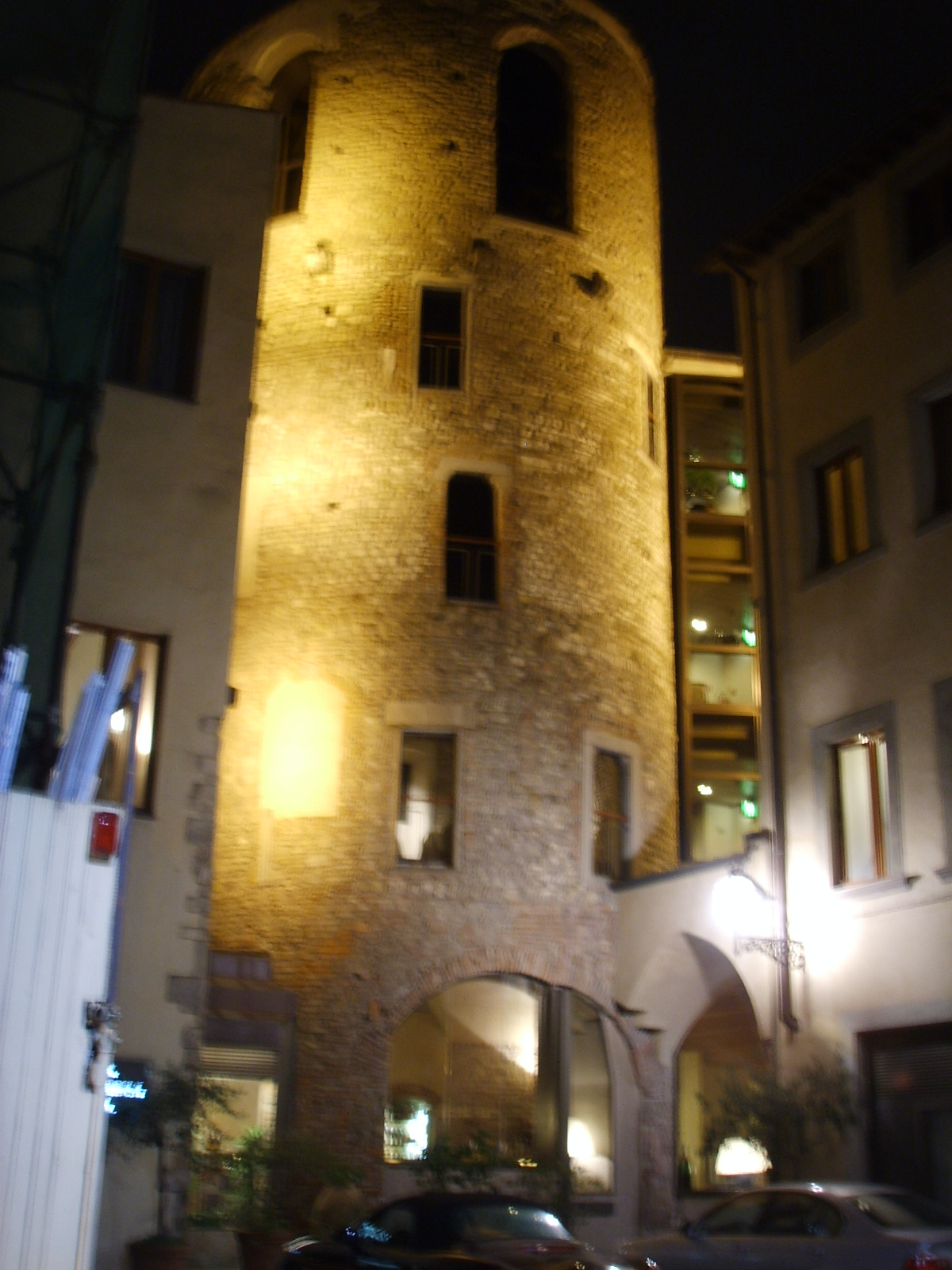
Torre della Pagliazza, vestige incertain du présumé deuxième cercle.

En 550, l'armée grecque de Narsès arrive dans la ville, laissant derrière elle une garnison sous le commandement de Germanus (cousin de Justinien). Florence, après avoir subi des pillages barbares (de Totila à Théodoric le Grand), est réduite à environ un dixième de la population de l'époque romaine (environ 1 000 habitants) ; certaines parties de la ville sont désormais en ruines et dépeuplées.
Selon certains auteurs, une nouvelle enceinte est construite en escamotant l'enceinte défensive de quelques dizaines de mètres au nord, à l'est et à l'ouest, et la tour-citerne des thermes d'Hadrien au sud-ouest (le Caput aquae, plus tard appelé « Capaccio » par les chroniqueurs du XIVe siècle), le capitole au nord-ouest et le théâtre au sud-est. La forme du parcours repose essentiellement sur la présence de la tour Pagliazza (seule tour à base circulaire et donc liée à un schéma défensif vraisemblablement tardif de l'Antiquité), constituée de blocs de grès et d'autres matériaux hétérogènes trouvés dans des monuments romains en ruines. Il aurait donc longé la via Sant'Elisabetta  et la via de 'Cerchi à l'est, la via del Campidoglio, la via dei Tosinghi et la via delle Oche au nord, la via dei Vecchietti et la via dei Sassetti à l'ouest et longé la piazza della Signoria au sud. Autant de portes auraient été ouvertes à hauteur des mêmes rues, mais en position plus reculée que le cercle romain.
Cependant, certains archéologues ont mis en doute le fait que la tour della Pagliazza faisait partie des murs, venant même à douter de la construction d'un cercle byzantin, étant donné la pauvreté des découvertes. En dehors de la tour, il pourrait s'agir simplement d'une simple restauration des murs romains survivants, ou ces fortifications « de fortune » auraient été construites avec des palissades, des remblais et des matériaux récupérés, sans laisser de traces archéologiques substantielles.

## Fortifications carolingiennes ou cercle carolingien
Vers 825, les pirates normands remontent l'Arno, attaquant l'ancien évêché de Fiesole près de la Badia Fiesolana ; au Xe siècle, le nord de l'Italie est également en proie aux raids des Hongrois, ce qui entraîne la nécessité de nouvelles mesures défensives dans les villes, qui entre-temps ont rapidement vu leur population augmenter en raison du nombre important de personnes de la campagne à la recherche de refuge.
Florence, qui n'a cessé de prendre de l'importance par rapport à Fiesole toute proche et qui compte désormais entre 4 000 et 5 000 habitants, se dote d'une nouvelle enceinte, peut-être dès 870, qui reprend le tracé romain à l'est et à l'ouest, se retirant au nord en évitant la future Platea episcopalis, et s'élargissant vers le sud presque jusqu'à l'Arno. Les promoteurs de l'initiative doivent être l'évêque et le comte qui gouvernent la ville au nom de l'empereur. Certaines parcelles survivantes du tracé romain ont peut-être été réutilisées et certaines portes se sont peut-être trouvées aux mêmes points que les anciennes.
Les fortifications commencent du côté nord à l'actuelle Piazza Antinori pour ensuite s'étendre vers le nord le long des via Corso-del Campidoglio-Tosinghi-delle Oche, tournant vers l'est le long de via del Proconsolo et de la via dei Leoni, s'installant au sud avec une scission de la place dei Giudici jusqu'à la via Lambertesca, puis le long de celle-ci et du Borgo Santi Apostoli, et enfin se terminant à l'ouest, le long de via Tornabuoni. Quatre autres portes sont édifiées :
- Au nord, la Porta Aquilonia, de Porta Contra Aquilonem, c'est-à-dire du vent Tramontane (via Roma) ;
- A l'est, la Porta Orientalis (au carrefour entre la via del Proconsolo et la via del Corso) ;
- Au sud, la Porta ad Pontem (sur la via Por Santa Maria) ;
- A l'ouest, la Porta Occidentalis (à l'intersection de la via Tornabuoni et de la via Strozzi).

Le Palazzo del Margravio, situé plus ou moins à l'emplacement de l'actuel palais de l'archevêché, se tenait donc à l'extérieur comme d'habitude, mais près des murs.

## Murs Mathildine («cerchia antica» de Cacciaguida)

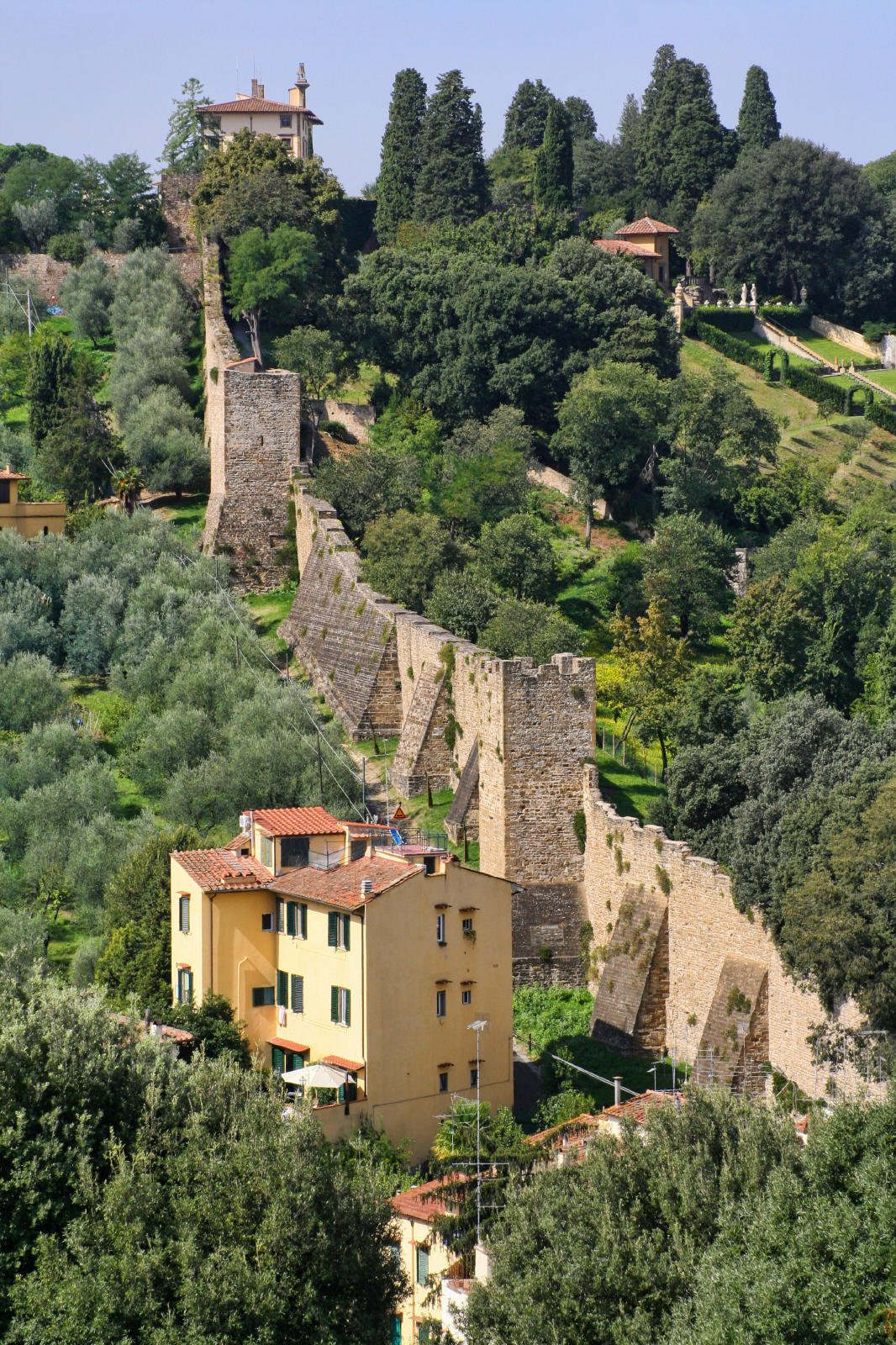
Le long de la Via di Belvedere.

En 1078, avec la reprise de l'économie et la nouvelle croissance démographique, la ville connaît un développement notable et une puissance militaire et politique accrue, grâce au choix de Florence comme résidence par certains marquis de Toscane (par exemple par Hugues de Toscane) ou comme capitale du marquisat (avec Godefroid II de Basse-Lotharingie). La véritable étincelle provoquant l'entreprise de construction est peut-être le déclenchement du conflit entre la papauté et l'Empire - dont Mathilde de Toscane est l'un des arbitres - et la crainte d'une attaque d'Henri IV (empereur du Saint-Empire) et de ses chevaliers allemands. 
Le nouveau cercle, appelé aussi le « cercle ancien » (« cerchia antica ») d'après une expression de Dante Alighieri mise dans la bouche de son arrière-arrière-grand-père Cacciaguida au Chant XV du Paradis (97), consiste essentiellement en un renforcement du précédent, avec l'ajout du complexe religieux du Baptistère Saint-Jean de Florence et de Santa Reparata, et l'intégration du château d'Altafronte, qui se tenait plus ou moins à la place de l'actuel Castello d'Altafronte, construit pour protéger le port fluvial et constituant un témoignage de l'importance accrue du commerce.
Dans le tracé, en forme de quadrilatère irrégulier aux angles arrondis (pour faciliter l'écoulement des eaux de la Mugnone, encore utilisée pour les fossés), de nombreuses portes sont documentées pour la première fois.
Le côté nord suivait la via dei Cerretani depuis le coin avec la via dei Rondinelli et jusqu'à la piazza del Duomo. Y sont édifiées :
- la poterne de l'Alloro (via de 'Conti / via dell'Alloro) ;
- la Porta del Vescovo  (ancienne Porta Aquilonia, sur le Borgo San Lorenzo) ;
- la poterne des Visdomini (au fond de la cathédrale, via dei Servi, du nom de la famille qui veillait aux intérêts de la curie).

Le côté est longeait encore la via del Proconsolo et la via dei Leoni pour atteindre l'Arno sur la piazza dei Giudici où se trouvait le château d'Altafronte. Y sont édifiées :
- la Porta San Piero (ancienne Porta occidentale, à la fin de la via del Corso, du nom du monastère San Pier Maggiore fondé à l'extérieur dans ces années) ;
- la poterne des Garbo (sur la via dell'Anguillara, du nom d'une famille qui avait des maisons dans ce quartier) ;
- la poterne / Porta della Pera ou Peruzza (sur le borgo dei Greci, du nom de la famille Peruzzi qui avait ses maisons à proximité) ;
- la poterne de Teuzo (dans la via dei Neri, du nom d'un moine de la proche Badia Fiorentina).

Au sud, le long de la via Lambertesca et du Borgo Santi Apostoli, seule la porte d'accès qui menait au pont (sur le tracé de l'ancienne Porta Pontem) est ouverte, connue sous le nom de Santa Maria (de l'église Santa Maria degli Ughi) sur la via Por Santa Maria que le souvenir de ce passage porte encore dans son nom.
Enfin, à l'ouest, le tracé s'incurvait légèrement pour arriver à l'actuelle Piazza Santa Trinita, et de là continuait le long de la via Tornabuoni, incurvé pour les raisons déjà mentionnées dans via dei Rondinelli. Y sont édifiées :
- La poterne / Porta Rossa (ainsi appelée du fait de la couleur des briques qui la composaient, située sur la Via Porta Rossa) ;
- La Porta San Brancazio (sur le site de l'ancienne porte occidentale romaine, ainsi appelée en raison de la corruption du nom du l'église San Pancrazio de Florence voisine).

Dans ces remparts, la ville est comprimée par un développement économique et démographique imparable (la population est évaluée à 12 000 / 15 000 habitants), toutes les zones bâties sont saturées, avec des bâtiments développés de plus en plus verticalement, notamment les nombreuses tours fortifiées, symboles de prestige familial, mais aussi de défense militaire dans une situation où les conflits internes sont de plus en plus vifs.

## Premier cercle municipal et ajout duXIIIesiècle

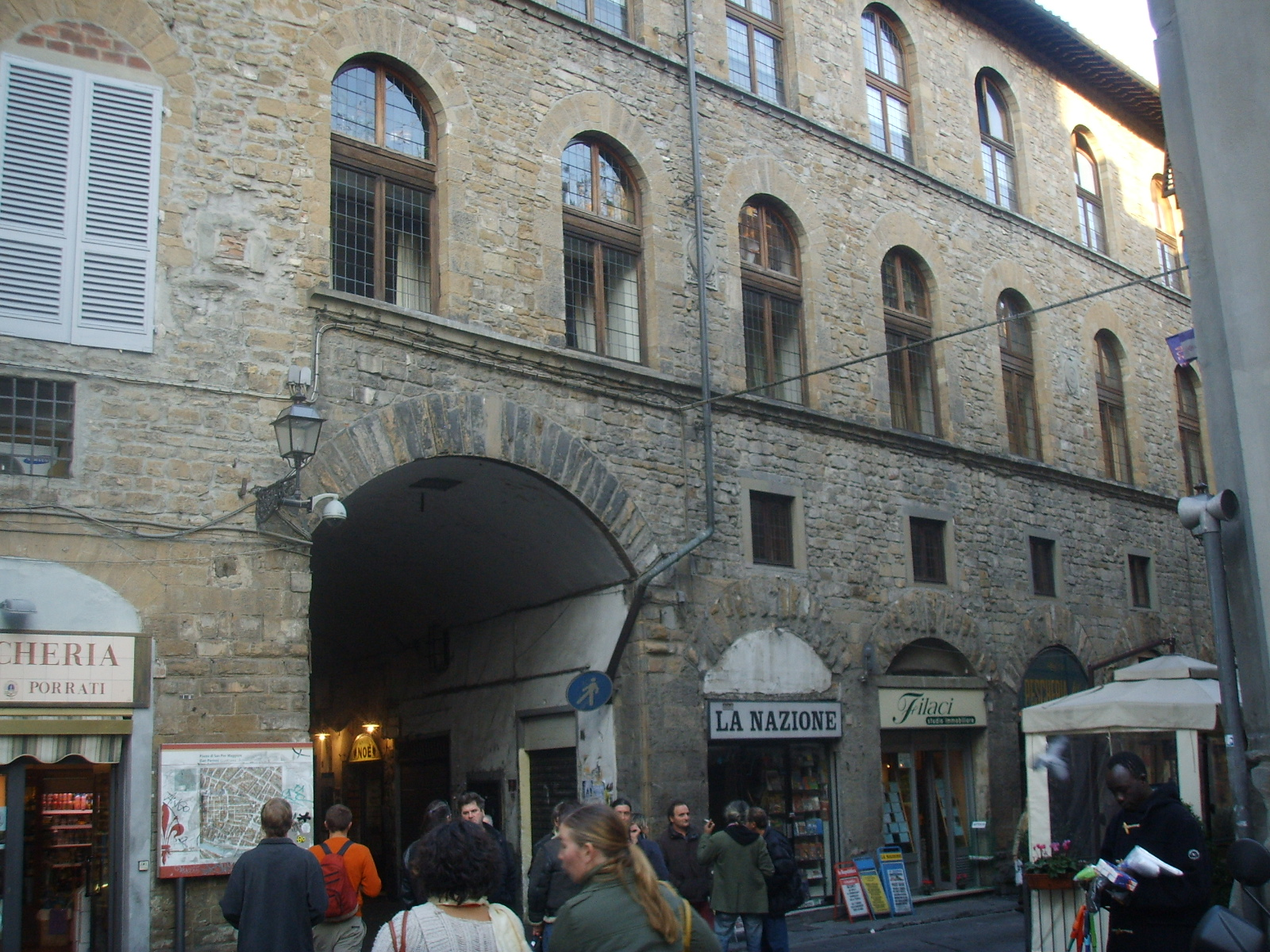
L'Arco di San Pierino, probablement une porte des murs de la ville construite entre 1172 et 1175.

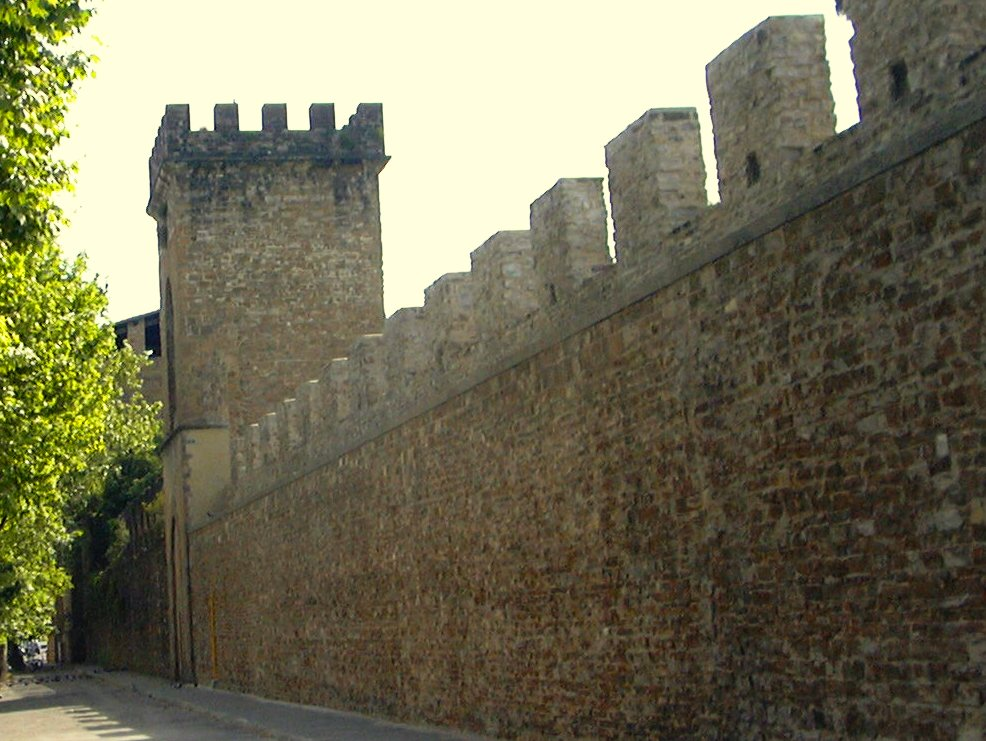
Un morceau encore bien conservé de la zone San Niccolò.

Entre 1172 et 1175 la population atteint environ 25-30000 personnes et au vu du tumulte dans le nord de l'Italie lié aux guerres de Frédéric Barberousse, la municipalité décide de construire un nouveau mur de protection qui comprendrait également les « villages » les plus visibles, les agglomérations qui se situent sur les voies d'accès aux portes des anciens remparts, et dont des traces subsistent dans certains noms de rues modernes (Borgo Ognissanti, Borgo Pinti, Borgo San Jacopo, Borgo San Frediano, etc.). Dans ces zones qui en cas de guerre auraient dû être rasées pour n'offrir aucun soutien à l'ennemi, les gens des campagnes ont trouvé refuge, qui ont généralement choisi la zone proche des murs orientée vers leur région d'origine. Mais il y a de nombreux exemples de familles urbaines, y compris riches, qui construisent leurs maisons-tours hors les murs, en raison de la saturation au sein de l'ancien cercle, où il n'y a plus de potagers ou de petits pâturages pour le bétail, mais seulement une masse de bâtiments et ruelles, avec des conditions d'hygiène souvent insalubres.
Les principales portes antiques étant situées plus ou moins au centre des flancs des murs jusqu'alors quadrangulaires et orientées par rapport aux points cardinaux, l'inclusion des villages, qui s'étendent en correspondance avec ces ouvertures, rend nécessaire de changer l'orientation de la ville, qui devient « rhomboïde », en la faisant pivoter d'environ 45 degrés et en doublant presque sa taille.
Le tracé de la muraille, construit assez rapidement à partir de 1172, est lisible dans la structure urbaine et est également rapporté par les chroniqueurs de l'époque, mais les découvertes archéologiques des vestiges ou fondations des murailles, aujourd'hui disparues, sont très rares et montre une construction en pierres de rivière et matériaux recyclés.
Au nord, le nouveau sommet est situé près de l'ancienne basilique San Lorenzo de Florence, insérée pour la première fois dans les murs, et continue le long des via Gori / Pucci / Bufalini / Sant'Egidio, jusqu'à l'actuelle Piazza Salvemini. Sont créées :
- la Porta San Lorenzo (via dei Ginori) ;
- la poterne du Spadai (fin de la via Martelli) :
- la Porta Ballaa  (via dei Servi / piazzetta dei Visdomini, ainsi appelée pour les « balles » de laine qui la traversaient chaque jour vers les maisons de tissage voisines) ;
- la poterne des Albertinelli (Borgo Pinti) ;
- la Porta San Piero / San Pierino (piazza Salvemini, près de l'église San Pier Maggiore).

Les murailles virent le long des via Verdi / Benci, qui sont traversées par un fossé. Y sont édifiés :
- la Porta Ghibellina (sur la via Ghibellina qui a hérité de son nom) ;
- la Porta d'Isola d'Arno (sur la via dell'Anguillara et la piazza Santa Croce, qui à l'époque était un îlot entre l'Arno et le Mugnone) ou la Porta San Simone (près de l' église San Simone) ;
- la porta dei Buoi / ai Buoi (sur le Corso dei Tintori, le nom venant du marché aux bestiaux qui se tenait à l'extérieur).

Les murs ne comprennent pas l'accès fortifié au ponte alle Grazie ou pont Rubaconte. De là, les murs se transforment en via dei Vagellai et via dei Saponai et continuent parallèlement à l'Arno près de la via Lambertesca, du borgo Santi Apostoli  et de la via del Parione. Y sont créées :
- la poterne de l'Arno ou porticciola (piazza Mentana) ;
- la poterne d'Altafronte (Piazza dei Giudici) ;
- la Porta Santa Maria (inchangé) ;
- la poserala di Carraia (Piazza Goldoni) vers le nouveau ponte alla Carraia.

A l'ouest, les murs longent désormais la via dei Fossi (qui doit son nom aux fossés défensifs), la via del Giglio et la via del Canto dei Nelli. La porte susmentionnée de la Carraia est ouverte à proximité, ainsi que :
- la Porta a San Paolo (via Palazzuolo, voisine de l'église San Paolino, hors les murs) ;
- la poterne de Trebbio (via del Trebbio, c'est-à-dire « trivio  », à la sortie de trois rues) ;
- la poterne de la Baschiera (via de 'Panzani) ;
- la poterne de Campo Corbolini (via Faenza).

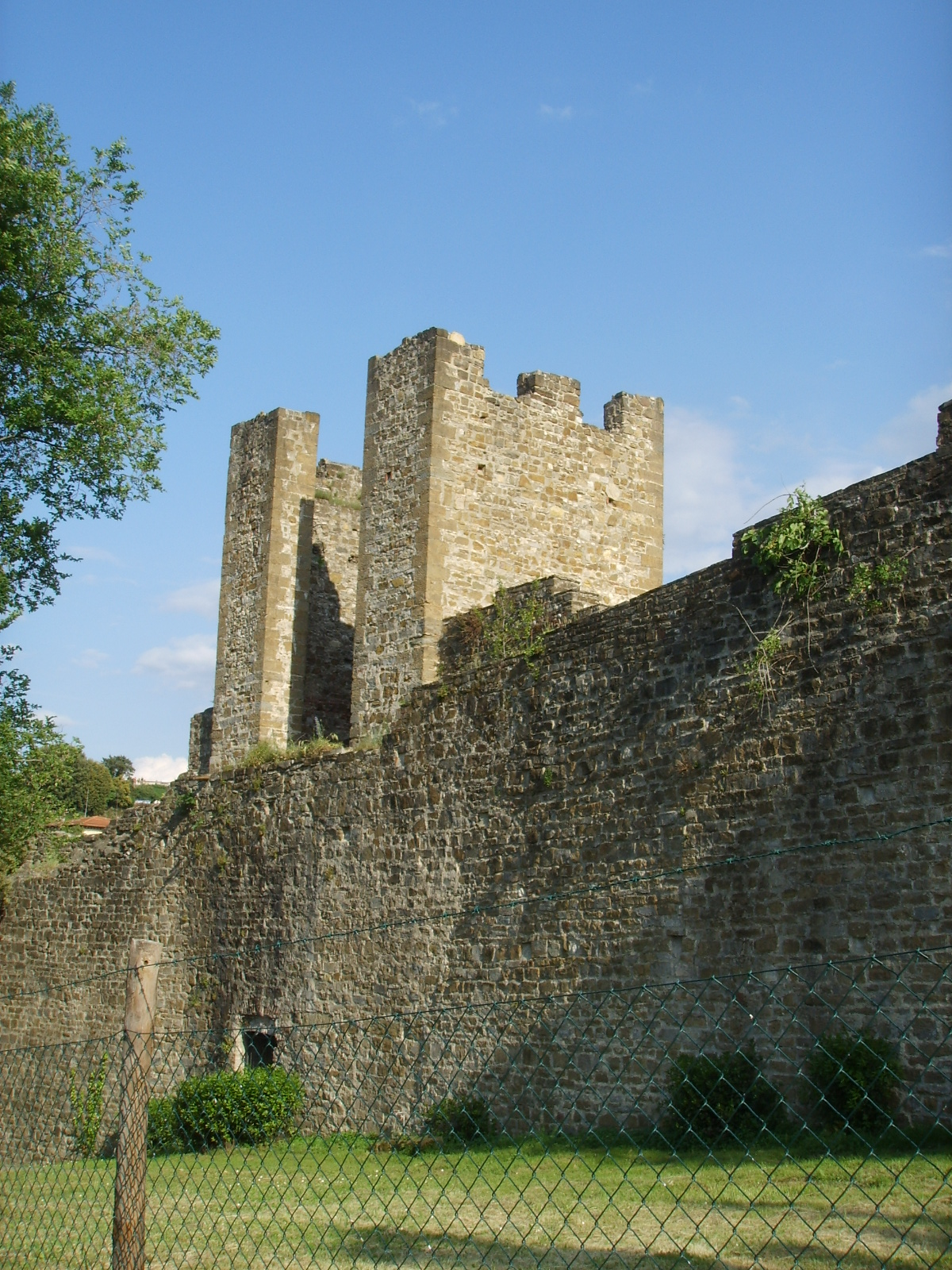
Murs de l'Oltrarno.

Pour la première fois, une protection est également assurée au quartier d'Oltrarno, sur l'autre rive, qui abrite des noyaux très peuplés, comme celui près de l'ancienne église Santa Felicita de Florence, où se tenait un marché très important. Ce développement du quartier au début du XIIIe siècle est attesté par la construction de trois nouveaux ponts pour le relier au noyau originel : le Ponte alle Grazie, le ponte alla Carraia et plus tard le Pont Santa Trinita. Cependant, l'Oltrarno ne bénéficie pas à de véritables fortifications en maçonnerie, mais la défense est plutôt formée par une clôture, construite à la hâte par crainte d'un conflit imminent.
La palissade relie les différentes portes et exploite les murs des maisons tournés vers l'extérieur, sur lesquels il n'est pas permis de créer des ouvertures ou des terrasses. Dans la via San Niccolò, une porte est ensuite construite à l'intersection avec la via del Giardino dei Serristori, connue sous le nom de Porta Vecchia. De la piazza dei Mozzi, où se trouve la porte romaine ou Santa Lucia dei Magnoli, elle monte la colline derrière les bâtiments jusqu'à la Piazza San Felice in Piazza où se trouve la Porta Piazza ; ici, au départ, elle longeait la via Maggio jusqu'à la piazza Frescobaldi où il y avait une porte, mais le pont Santa Trinita n'existait pas encore. Ce n'est que plus tard que le quartier actuel de Santo Spirito est clôturé à l'est, après 1260, lorsque l'expulsion des Gibelins de la ville et la démolition de leurs maisons-tours rendent disponible une énorme masse de matériaux de construction qui sont réutilisés jusque dans les murs.
La muraille longe ainsi les via Mazzetta / Sant'Agostino et se transforme en via dei Serragli jusqu'à la Porta Pisana ou di San Jacopo (au bout de la via di Santo Spirito) et jusqu'à la rivière au ponte alla Carraia.
La ville atteint ainsi une superficie d'environ 75 hectares (contre les 24 de la commune romaine) et une population d'environ 35-40 000 habitants.

## Deuxième cercle municipal, dit Arnolfo

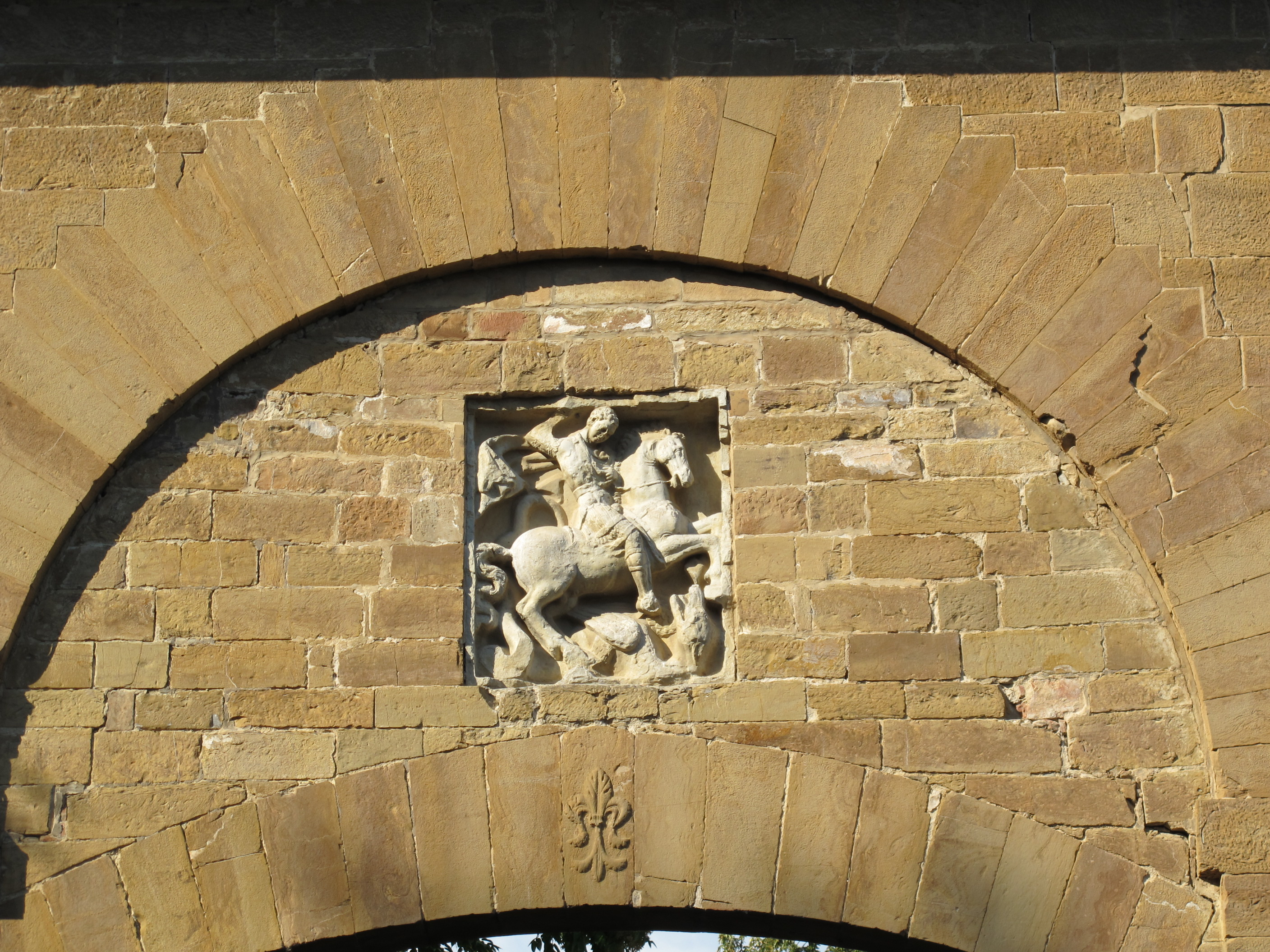
Porta san giorgio, vue extérieure.

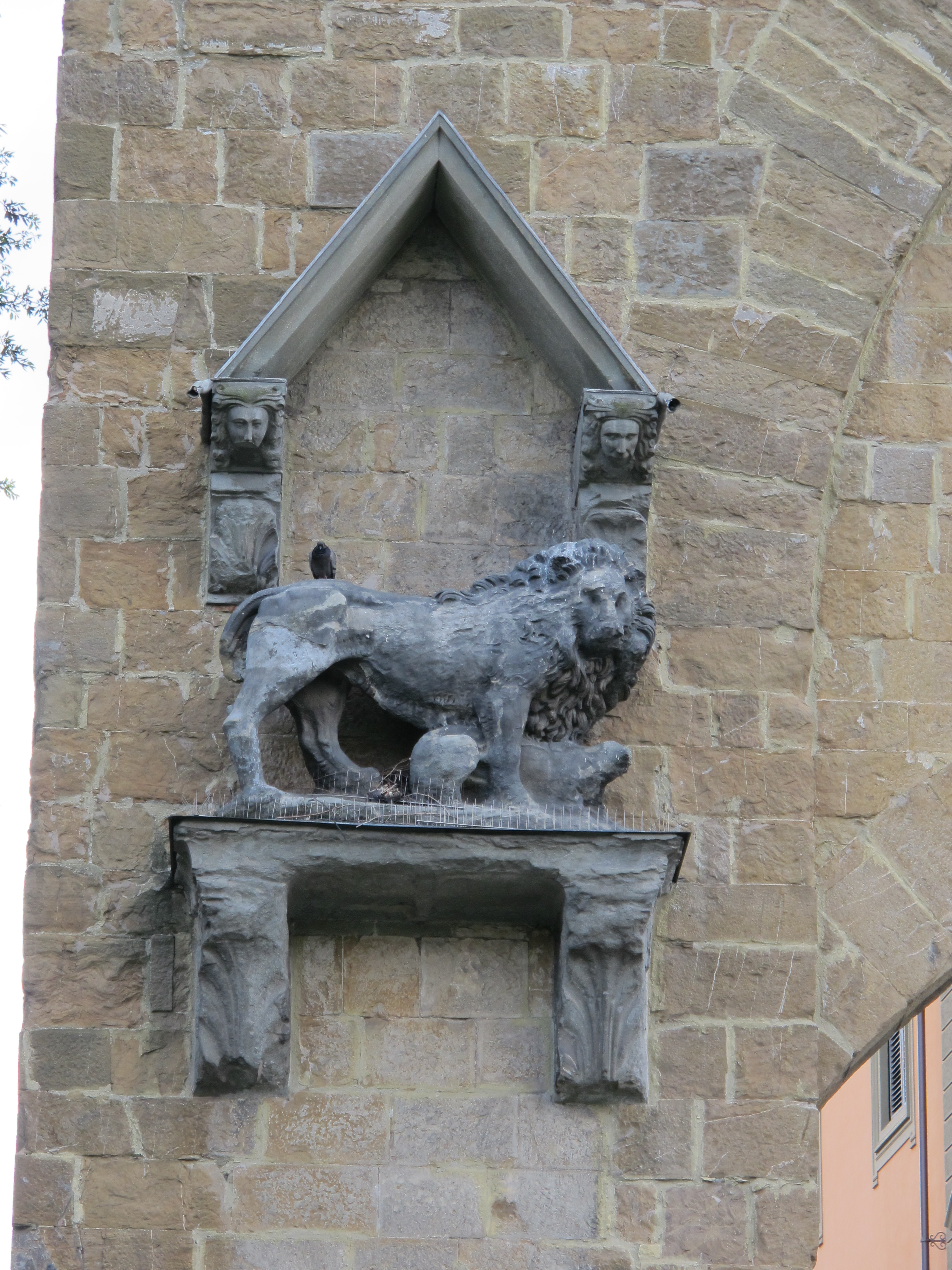
Porta san gallo.

Après environ un siècle, les murs défensifs ne suffisent plus à enfermer la nouvelle ville, devenue un marché économique d'importance internationale, avec un flux continu de personnes de la campagne et des villages qui se développent en correspondance avec les portes de la ville. Il a été calculé que la population en 1280 était d'au moins 80 000 personnes et avoisinait peut-être les 100 000 au début du siècle suivant. Les nouveaux villages sont constitués d'habitations misérables, avec la circonstance aggravante d'occuper des zones insalubres comme les zones marécageuses de la rive de l'Arno, polluées par les procédés de fabrication. Pour aider cette masse de dépossédés, les ordres mendiants arrivent bientôt et s'installent aux abords de la ville : les Humiliés dans le quartier de l' église Ognissanti (Florence), les Franciscains d'abord dans ce même quartier, puis dans la future basilique Santa Croce de Florence, les Dominicains dans la prairie où la basilique Santa Maria Novella a été construite, les Sylvestrins à la basilique San Marco de Florence, les Servites de Marie au « Cafaggio » (Basilique de la Santissima Annunziata), les Augustins à la basilique Santo Spirito, et enfin les Carmes à l'église Santa Maria del Carmine (Florence). Ces nouveaux pôles deviennent de plus en plus importants et marqués par un aspect résolument monumental.
À partir de 1282 (ou 1284), la construction d'un nouveau mur commence, selon un projet traditionnellement attribué à Arnolfo di Cambio, auquel d'autres architectes comme Andrea Pisano et Giotto di Bondone durent également participer. La nouvelle enceinte est colossale, haute de six mètres et longue de huit kilomètres et demi ; elle englobe la zone qui est encore définie aujourd'hui comme le centre historique de Florence, passant des 75 hectares de l'enceinte précédente à 430 hectares, avec 63 tours et douze portes monumentales. Cet ouvrage grandiose, conçu pour être l'une des défenses les plus grandes et les plus puissantes de son temps en Europe, n'est qu'un des grands édifices de l'âge d'or de la commune florentine, à l'égal de la nouvelle cathédrale Santa Maria del Fiore et du Palazzo Vecchio.
Le mur, qui représente un effort économique très important pour la commune, est aussi une source de revenus grâce à la taxation imposée sur toutes les marchandises entrantes et sortantes. Les portes majestueuses, hautes de 100 braccia florentins (environ 35 mètres), sont aussi des bureaux des douanes. Chaque grande porte est équipée d'une antiporta (ou donjon) et d'un pont-levis au-dessus des douves, obtenues dans la zone nord avec une nouvelle dérivation des eaux de la Mugnone. Les employés qui y travaillent, dont le gardien des clés qui ouvre et ferme matin et soir les grandes portes en bois, protègent la ville la nuit des voleurs et des criminels. À l'extérieur, elles sont décorées de statues de lion, des armoiries républicaines (le lys de Florence, la croix du peuple, les clés papales, l'aigle du parti guelfe), tandis qu'à l'intérieur, la lunette au-dessus du portail est souvent ornée de fresques par d'importants peintres de l'époque avec des images sacrées protectrices, souvent dédiées à la Vierge à l'Enfant entre anges et saints ;  une série de statues d'hommes illustres qui, à l'intérieur de chaque porte, rappellent d'illustres personnages florentins (Dante, Pétrarque, Boccace, Zanobi da Strada, Henri de Settimello, Coluccio Salutati, Leonardo Bruni, Carlo Marsuppini ), presque complètement perdues, témoignent de la forte fierté citoyenne pour leurs propres « gloires ».
Un chemin de ronde continu longe les murs crénelés de merlons ; les mâchicoulis (piombatoi), trous d'où l'on peut verser de la poix ou de l'huile bouillante sur les ennemis sont nombreux.
L'achèvement définitif des murs a lieu en 1333, avec des interruptions dues notamment aux guerres. Un si grand développement du périmètre des murs a été décidé à la suite d'une croissance démographique sans précédent. Dans les décennies qui suivent la construction des murs, cette augmentation s'est arrêtée à la suite de la crise de la fin du Moyen Âge qui a affligé tant de villes européennes. On estime que la population de Florence en 1350 était proche de cent mille unités, puis s'effondre de 30% à 50%, ne revenant à ces niveaux que vers 1850. Un tel ralentissement démographique permet ainsi pendant des siècles la présence à l'intérieur de l'enceinte de grands espaces verts, destinés aux cultures, aux pâturages et aux jardins.

## Interventions et projets de Michel-Ange

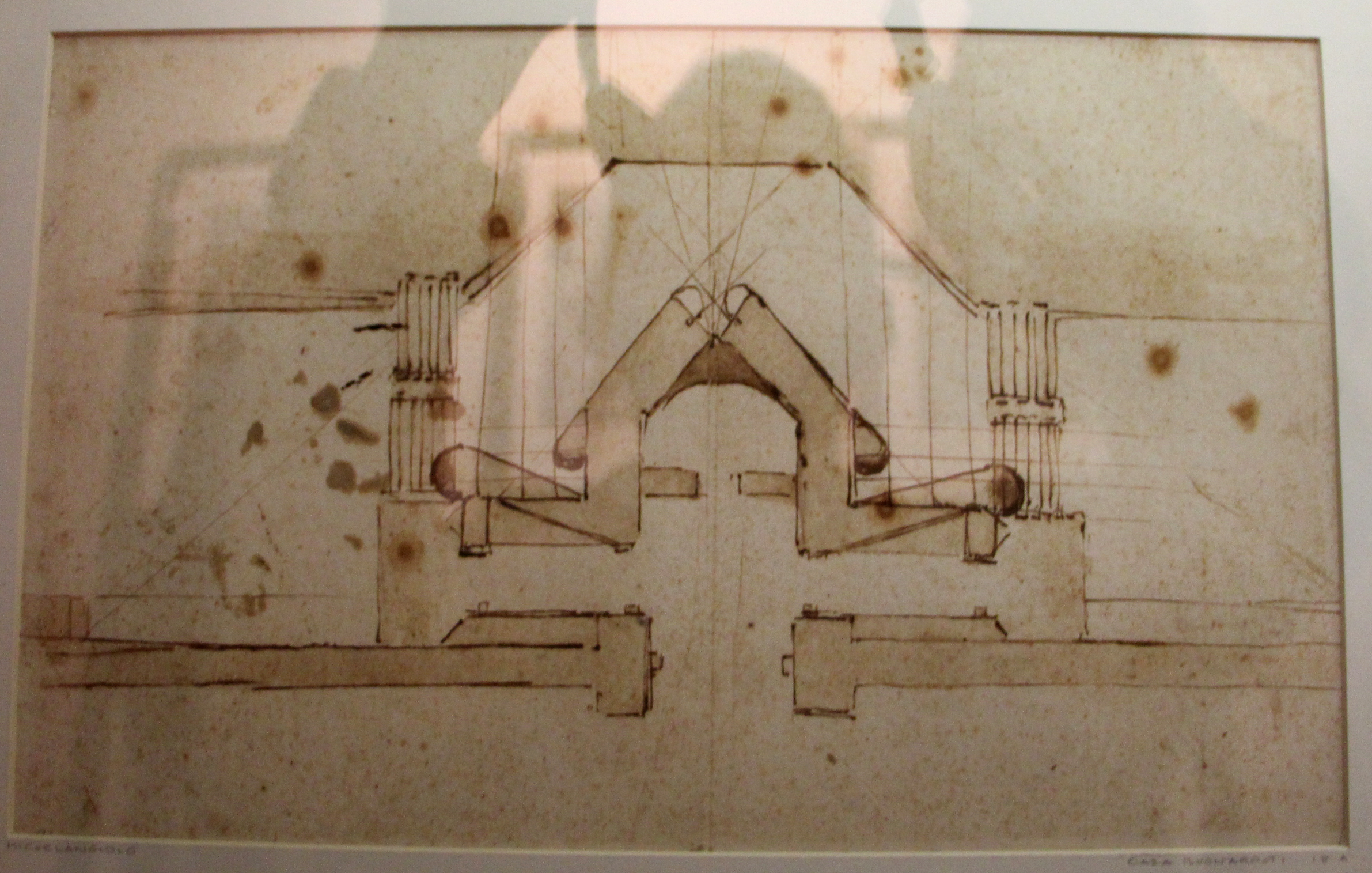
Michel-Ange, étude pour les fortifications de Florence, 1528-29.

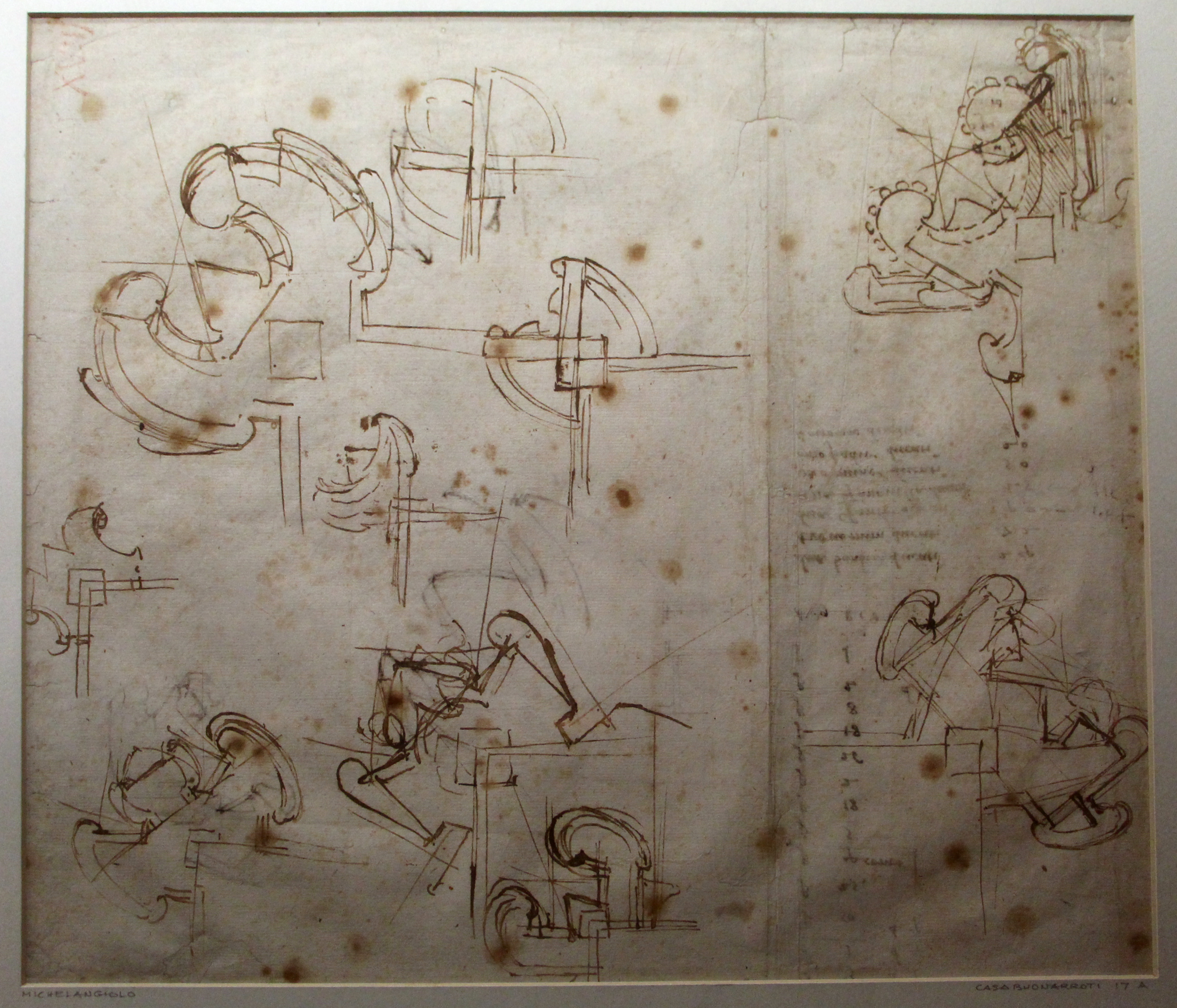
Michel-Ange, étude pour les fortifications de Florence, 1528-29.

Lorsqu'en 1527, les Médicis sont chassés de Florence, une riposte militaire est envisagée, mais les anciens murs de la ville ne sont plus appropriés pour soutenir des échanges d'artillerie. Des années plus tôt, Jules de Médicis avait commencé d'envisager leur modernisation. Le 3 octobre 1528, Michel-Ange, devenu l'architecte le plus célèbre de la ville, est convié à une inspection des lieux sur la colline de San Miniato, considérée comme particulièrement exposée. En janvier 1529, il est nommé membre du conseil des Neuf attaché à la défense de la ville et mandataire en chef des ouvrages de fortifications. En cette qualité, il entreprend des voyages d'inspection à Pise, Livourne, Ferrare et Arezzo, et dirige la construction de vastes dispositifs de défense près de San Miniato. Mais après la chute d'Arezzo le 18 septembre, averti de la présence de traitres parmi les républicains, il s'enfuit à Venise dans l'intention de passer en France. La République le déclare renégat, mais des amis florentins le persuadent de revenir à Florence avec garantie d'impunité et d'y reprendre son travail. Le siège de la ville par les forces pontificales et impériales commence en octobre ; la ville est reconquise par l'artillerie des troupes papales et par Charles Quint pour la rendre au duc Alexandre de Médicis (1510-1537) en août 1530. Michel-Ange doit se cacher. Dès le mois de novembre, le pape se montre heureux d'apprendre qu'il est de nouveau disposé à travailler, ordonne à son informateur à Florence de le « choyer » et de lui verser ses appointements habituels de 50 ducats mensuels.
Pendant le siège de Florence, il devient évident que  la ville n'est pas préparée contre les nouvelles armes à feu, malgré les modifications apportées aux fortifications bastionnées proposées par Michel-Ange. Les travaux de ce dernier étaient placés sous le signe du péril imminent qui menaçait la ville et durent se limiter à des remblais en terre élevés à la hâte et renforcés d'étoupe, de paille et de briques crues. Il n'a pas eu le temps nécessaire pour mettre en œuvre un programme plus large, dont seuls les dessins restent en partie au musée de la Casa Buonarroti. Ces projets sont manifestement destinés à une exécution en maçonnerie et ont donc dû voir le jour avant 1529. Ils n'en laissent pas moins le sentiment d'une forte tension : retranchements, casernâtes et redoutes y prennent des allures de monstres aux formes fondamentalement abstraites et zoomorphes, imbriquées comme dans une lutte à la vie et à la mort. Michel-Ange, lié aux deux parties belligérantes, devient temporairement traitre pour chacune et peut craindre pour sa vie en cas de défaite (prévisible) de la République. Ces dessins doivent être replacés dans le contexte de la crise déclenchée au sein du génie militaire par l'avènement des armes à feu. La dialectique de l'attaque et de la défense, de l'ouverture et de la couverture doivent être intégralement repensée ; une théorie rationnelle, le système des bastions, sur laquelle travaille Michel-Ange, est encore en devenir et n'a guère été éprouvée. En même temps, l'éthique militaire évolue : aux vertus chevaleresques se substituent « l'habileté acquise par les voies bourgeoises, de l'ingénieur, du bronzier et de l'artilleur » (Jacob Burkhardt). Michel-Ange saisit sa chance de produire dans ce domaine des réalisations exceptionnelles qui ne vont faire valoir leur pertinence qu'avec l'architecture fortifiée du XVIIe siècle (Ackerman, 1961). Ses travaux n'ont guère exercé d'influence directe dans la pratique militaire de son époque. Jusqu'à leur publication par Charles de Tolnay en 1940, les projets de Michel-Ange restent méconnus. Depuis, ils font forte impression par la technique militaire moderne et sa puissance de destruction, par l'expérience pratique et les applications qui en découlent.

## Modifications duXVIesiècle

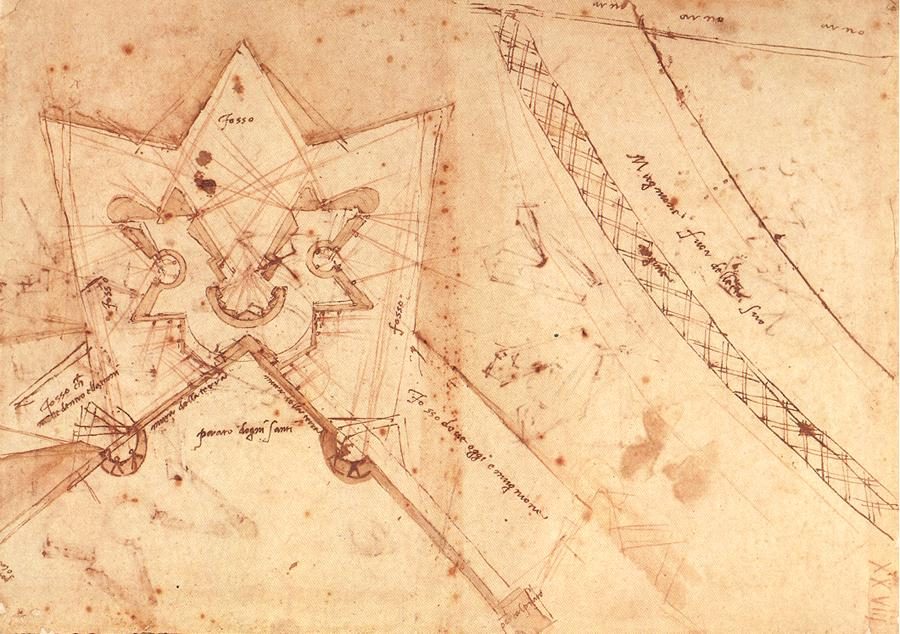
Michel-Ange, Étude pour la fortification de la Porta al Prato.

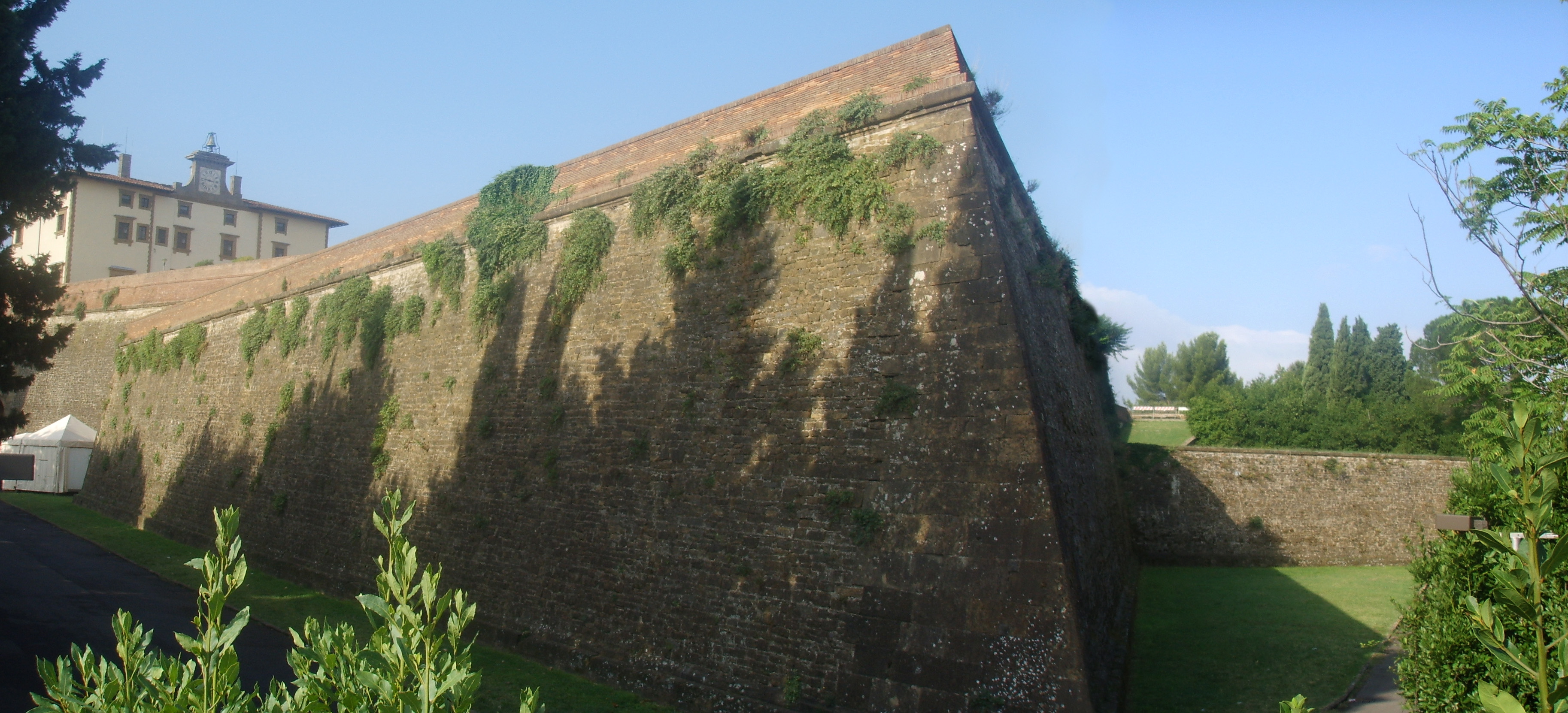
Fort du Belvédère, bastion.

Avec la chute de la République, la nécessité de restructurer le système défensif est l'une des premières priorités du nouveau duc qui confie immédiatement la construction du bastion disparu de Mongibello (dans l'actuelle Piazza Piave) et surtout de la Forteresse de Basso au spécialiste Antonio da Sangallo le Jeune qui utilise les techniques militaires les plus avancées de l'époque.
Peu de temps après, Cosme Ier de Toscane arrive au pouvoir, qui commence une série de rénovations pendant sa longue période de gouvernement de la ville, parmi lesquelles est inclus le renforcement des structures défensives des murs. En particulier, à l'occasion de la guerre contre Sienne en 1554, il double la ligne défensive de l'Oltrarno et renforce l'ensemble des murs de la ville. Les portes de la ville (à l'exception de la Porte San Niccolò) sont étêtées pour éviter qu'elles ne soient endommagées si elles sont touchées par des canons, et équipées de meurtrières à partir desquelles les canons peuvent tirer, et de remparts défensifs.
La construction des remparts le long de tout le mur, aux angles et aux points stratégiques commence : le rempart de la Serpe protège la rive droite de l'Arno à l'ouest, celui de San Gallo encercle la porte homonyme, et le rempart de Tre Canti est situé dans l'angle entre les actuelles Viale Gramsci et Mazzini. Il ne reste aucune trace de ces bastions car ils ont été complètement démantelés au cours du XIXe siècle. Le rempart de San Giorgio (ou Fonte della Ginevra) près du Fort Belvédère, peut-être conçu par Michel-Ange, demeure.
Dans l'Oltrarno, la partie de la ville faisant face à Sienne, une nouvelle ligne de fortifications est tracée, qui coupe le quartier dans une direction est-ouest à la hauteur de l'église San Pier Gattolino, en partie le long du tracé de la muraille du XIIe siècle. Cette nouvelle ligne laisse un espace à prédominance agricole entre l'ancien mur (qui de toute façon n'a pas été démantelé) et le nouveau, selon les nouvelles techniques militaires, qui prévoient des couches concentriques de fortifications.
Le fils de Cosmes, Ferdinand Ier de Médicis poursuit la fortification de la ville, confiant à Bernardo Buontalenti la construction du Fort Belvedere sur la colline au sud-est, en face de l'autre forteresse au nord-ouest, la forteresse de Basso, située dans la plaine. Ces ouvrages ont pour fonction de protéger des agressions extérieures, mais surtout ils visent de façon menaçante la ville qui s'est déjà rebellée contre la domination des Médicis à diverses occasions : lors de tout événement dangereux pour le Grand-Duc, un passage couvert peut lui permettre de se réfugier dans le Fort Belvedere en toute sécurité, en passant par le Corridor de Vasari, le palais Pitti et le jardin de Boboli.
La ville atteint un bon niveau de sécurité militaire, qui ne nécessite pas d'extensions ou de modifications supplémentaires dans les siècles suivant, à l'exception de l'ouverture de quelques nouveaux passages entre les XVIIIe et XIXe siècles (comme la Porta Nuove à l'extrémité de la via della Scala).
Les murs intérieurs de Cosme Ier, une fois la Toscane pacifiée, tombent bientôt en désuétude et sont déjà partiellement démantelés en 1571 (certaines parties sont encore visibles dans le jardin Torrigiani).

## Démolition

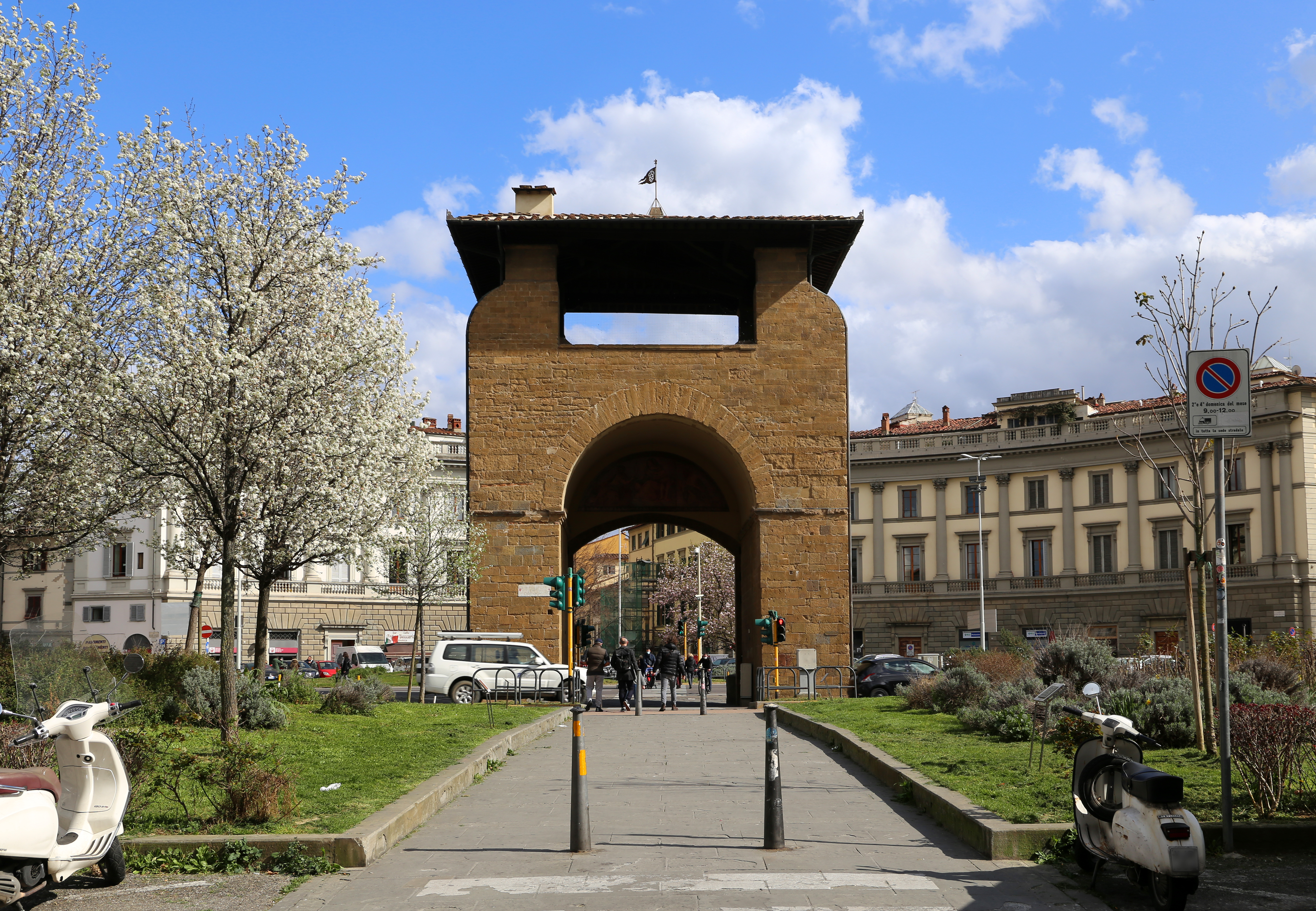
Porta alla croce sur la Piazza Cesare Beccaria.

Au XVIIIe siècle, le Grand-Duc Léopold II (empereur du Saint-Empire) démilitarise progressivement toute la région, conservant une armée minimale avec des fonctions purement représentatives, de sorte que toutes les structures militaires sont abandonnées et seulement partiellement reconverties.
En 1865, Florence devient la capitale de l'Italie et, bien que ce ne soit qu'une courte période de l'histoire de la ville (seulement six ans, jusqu'en 1871), les effets sur l'urbanisme sont très notables. L'ère du Risanamento (qui a duré jusqu'au début du XXe siècle) commence, qui prévoit la modernisation  de la ville à travers une reconstruction appropriée dans une solution plus « décorative » et festive. Le promoteur de ces travaux est initialement l'architecte Giuseppe Poggi, qui construit les Viali di Circonvallazione à partir de 1870.
Ces grandes artères de circulation, inspirées des boulevards parisiens, ont pris la place des murs du XIIIe siècle qui ont été démolis dans toute la partie nord de l'Arno, ne laissant que quelques tours et les portes monumentales, qui ont été insérées dans de nouvelles zones urbaines transformées en places pittoresques (piazza della Libertà, Piazza Cesare Beccaria). Dans l'Oltrarno, les avenues longent les murs, qui ont ainsi été épargnés de la démolition. Une ceinture d'avenues est alors tracée autour de la ville (avec la Viale dei Colli au sud), encore aujourd'hui vitale pour la circulation urbaine, bien que toujours sujette à de nombreuses critiques.
Dans l'histoire récente des murs, une série d'interventions sont liées à l'éclairage de Noël créées avec des rangées d'ampoules le long des bords des anciennes portes, à partir de 2004. L'émission de télévision Striscia la Notizia a dénoncé des interventions invasives, notamment le perçage et l'insertion de chevilles, sur lesquelles la Surintendance a promis d'enquêter afin de présenter un projet de loi aux responsables.

## Principaux ouvrages
De l'ouest, en partant vers l'amont de l'Arno, en sens horaire :

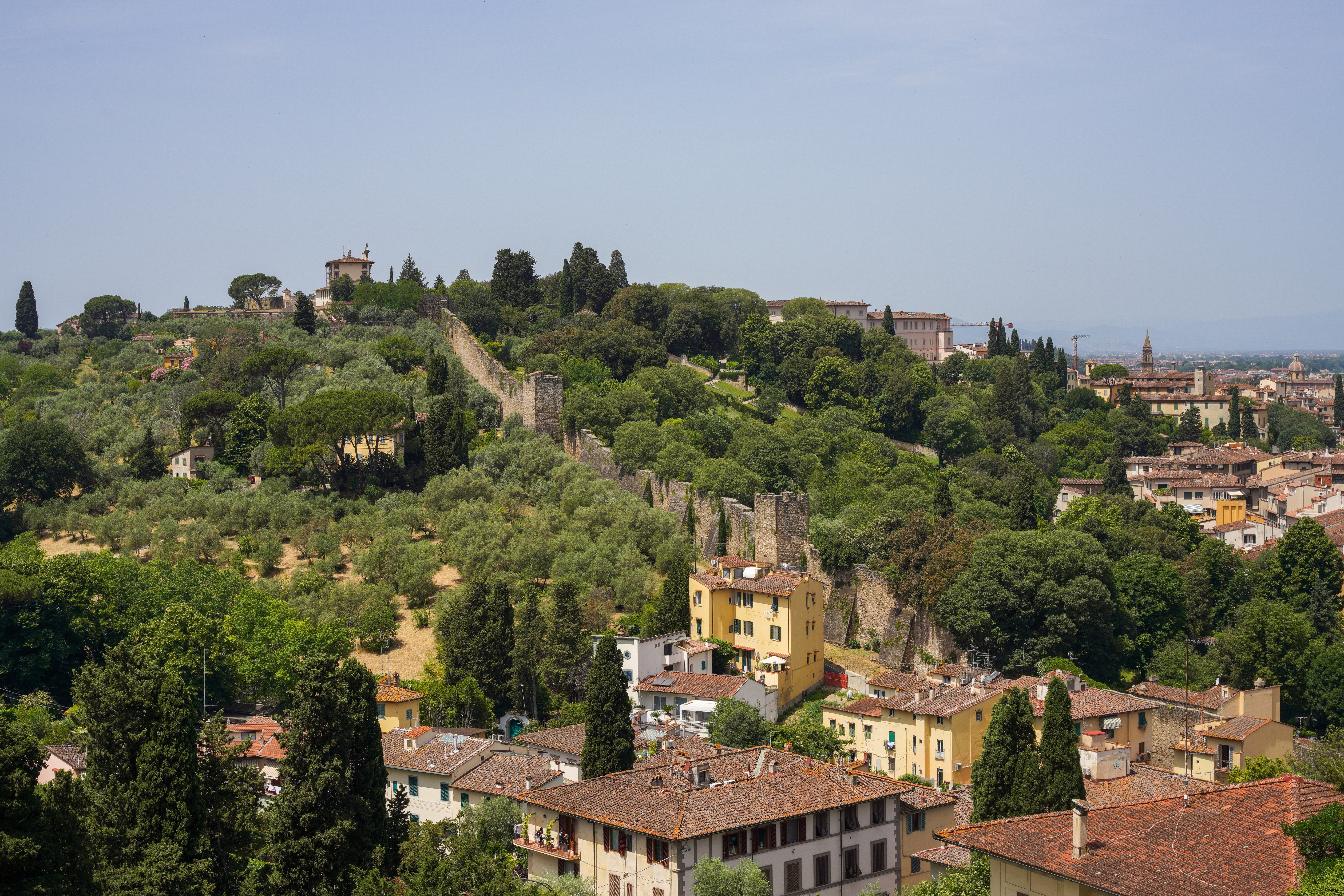
Le mura au quartier San Niccolò, vue sur le Forte Belvedere

- Poterne de la Mulina di Ognissanti (à côté du fleuve, via Curtatone, détruite ; à partir de là, les murs étaient parallèles à l'Arno pendant un certain temps, en excluant une zone marécageuse sur le rivage utilisée pour diverses activités de production).
- Porticciola (près du Consulat américain, détruite)
- Torre della Serpe
- Porta al Prato
- Porta Nuove, porte ouverte au début du XIXe siècle à la fin de la via della Scala, pour cette raison elle était appelée « nouvelle » et étant composée de deux arcades, elle était appelée au pluriel ; détruite, il n'en reste des traces que dans le nom de via delle Porte Nuove.
- Poterne de Gualfonda (à hauteur de la via Valfonda, détruite lors de la création de la forteresse de Basso), également appelée Porta Polverosa car elle menait vers l'église San Donato de Polverosa.
- Porta Faenza (incorporée au donjon de la forteresse de Basso)
- Porta San Gallo
- Porta dei Servi (près de la Piazza del Lungo, détruite)
- Porta a Pinti (près du Cimetière des Anglais, sur la piazzale Donatello, détruite)
- Porta alla Croce
- Porta Guelfa (Via Ghibellina, détruite)
- Porta alla Giustizia, porte secondaire Piazza Piave, utilisée pour le passage des condamnés à mort vers la potence à l'extérieur, enterrée dans un bastion au  et détruite au XIXe siècle (près de la Torre della Zecca, détruite).
- Torre della Zecca
- Porta San Niccolò
- Porta San Miniato
- Le tronçon le long de la via di Belvedere et adossé au Jardin de Boboli témoigne de la quantité considérable de tours qui existaient autrefois, une tous les cent braccia florentins (110 m). Parmi ceux-ci, quelques-uns ont un nom, comme la Torre Guelfi, immédiatement à l'est de la Porta San Giorgio.
- Porta San Giorgio
- Porta Romana
- Poterne de Camaldoli (piazza Tasso, détruite)
- Porta San Frediano
- Torrino di Santa Rosa